# Кечушевское сельское поселение
Кечушевское се́льское поселе́ние — муниципальное образование в Ардатовском районе Мордовии Российской Федерации.
Административный центр — село Кечушево.

## История
Статус и границы сельского поселения установлены Законом Республики Мордовия от 28 декабря 2004 года № 115-З «Об установлении границ муниципальных образований Ардатовского муниципального района, Ардатовского муниципального района и наделении их статусом сельского поселения, городского поселения и муниципального района».

## Население
| 2002 | 2010 | 2012 | 2013 | 2014 | 2015 | 2016 |
| ---- | ---- | ---- | ---- | ---- | ---- | ---- |
| 1145 | ↘896 | ↘866 | ↘826 | ↘778 | ↘726 | ↘707 |
| 2017 | 2018 | 2019 | 2020 | 2021 |      |      |
| ↘678 | ↘641 | ↘621 | ↘605 | ↗607 |      |      |

## Состав сельского поселения
| № | Населённый пункт | Тип населённого пункта       | Население |
| - | ---------------- | ---------------------------- | --------- |
| 1 | Безводное        | село                         | ↘176      |
| 2 | Кечушево         | село, административный центр | ↘566      |
| 3 | Полое            | село                         | ↘154      |